# Vassy (Sängerin)
Vassy (* 15. März 1983 in Darwin, bürgerlich Vasiliki Karagiorgos) ist eine australische Sängerin und Schauspielerin griechischer Abstammung, die insbesondere durch das Lied Bad gemeinsam mit David Guetta und Showtek bekannt wurde.

## Leben und Karriere
Ihre Eltern stammten beide aus Florina, einer Gemeinde und Stadt in der nordgriechischen Verwaltungsregion Westmakedonien. 2003 gewann sie eine Castingshow des australischen Senders Triple J. Internationale Aufmerksamkeit erlangte sie erstmals durch ihren Song Wanna Fly. Dieser war in mehreren TV-Serien und Sitcoms, vorzüglich aus den USA, aber auch in Computerspielen wie Die Sims 2 und FIFA 08 zu hören. Der 2012 erschienene Song We Are Young wurde sogar noch erfolgreicher und in vielen TV-Werbespots benutzt.
2014 arbeitete sie mit dem französischen DJ David Guetta und dem niederländischen Produzenten-Duo Showtek zusammen. Daraus entstand der Electro-House-Song Bad, der in vielen Ländern hohe Chartplatzierungen, darunter Top-10 Positionen in unter anderem Australien, Belgien und Frankreich erreichte. Gemeinsam mit dem deutschen Musiker-Trio Scooter erschienen Ende 2014 die Lieder Today und Radiate. Mit Today schaffte sie ein zweites Mal den Sprung in die deutschen Single-Charts. Im Februar 2015 veröffentlichte sie zusammen mit den niederländischen DJ und Produzenten Tiësto und dem, gerade zu der Zeit in der EDM-Szene bekannten Produzenten KSHMR alias The Cataracs den Track Secrets mit dem das Trio in unter anderem Österreich, den Niederlanden und Schweden die Charts stürmte. Zum Sommer 2015 hin folgte eine weitere Kollaboration mit Showtek unter dem Titel Satisfield sowie Zusammenarbeit mit dem deutschen DJ-Duo Bodybangers.
Seit 2013 steht sie auch als Schauspielerin vor der Kamera. In Angelenos von 2013 spielte sie Elena, im 2014 erschienenen Film Altered Reality hatte sie einen Cameo-Auftritt.

## Diskografie

### Alben
- 2005: My Affection
- 2011: The Acoustics EP
- 2012: Beautiful Day

### Singles
- 2005: Cover You In Kisses
- 2005: Wanna Fly (feat. Mozim)
- 2010: History (feat. Gorilla Zoe)
- 2012: Desire
- 2012: Could This Be Love
- 2012: We Are Young
- 2016: Nothing to Lose (produziert von Tiësto)

### Gastbeiträge
- 2005: I Can See Clearly Now (mit Jazibel)
- 2014: Bad (mit David Guetta & Showtek, US: Platin)
- 2014: Spotlight (mit Victor Magan & Juan Magán)
- 2014: Miss Automatic (mit Mark Angelo feat. Epsilon)
- 2014: Tokyo Style (mit Future Boyz & Dave Audé)
- 2014: Today (mit Scooter)
- 2015: Secrets (mit Tiësto & KSHMR, UK: Silber, US: Gold)
- 2015: Satisfield (mit Showtek)
- 2015: Radiate (mit Scooter)
- 2016: Even If (mit Benny Benassi)
- 2016: Cracked Wall (mit Florian Picasso)

## Filmografie
- 2013: Angelenos
- 2014: Altered Reality